# Akasya Asıltürkmen
Akasya Asıltürkmen (nacida el 14 de abril de 1977) es una maestra de actuación, actriz de cine, teatro, televisión y doblaje turca. Estudió Teatro en la Universidad de Mimar Sinan de Bellas Artes de Estambul. Asıltürkmen es mestiza, con antepasados de origen circasianos, chveneburi, lazes y turcos.

## Filmografía

### Cine
| Año  | Título                        | Papel                     | Notas                  |
| ---- | ----------------------------- | ------------------------- | ---------------------- |
| 1996 | Estambul Kanatlarımın Altında | hermana de Hezarfen Ahmet |                        |
| 1999 | Renkli - Türkçe               |                           |                        |
| 2000 | Dedelerimi Evlendirirken      |                           | película de televisión |
| 2000 | Çilekli Pasta                 |                           | película de televisión |
| 2000 | Fuera de juego                |                           |                        |
| 2005 | Pamuk Prenses 2               | Füsun                     |                        |
| 2006 | Keloğlan Kara Prens e Karşı   | Taşkız                    |                        |
| 2006 | Araf                          | Eda                       |                        |
| 2009 | Ipsiz Recep                   | Marika                    |                        |
| 2009 | Balıkçının Ölümü              | Chica joven               | Cortometraje           |
| 2010 | Bana Gel Bunlarla             |                           |                        |
| 2015 | Enkaz                         | Nisa                      | Posproducción          |

| Año  | Título            | Papel    | Notas     |
| ---- | ----------------- | -------- | --------- |
| 2001 | Nasıl Evde Kaldım | Feza     | Miniserie |
| 2002 | Vaka-i Zaptiye    | Lebibe   |           |
| 2003 | Lise Defteri      | Ayça     |           |
| 2004 | Dayı              | Müge     |           |
| 2004 | Çınaraltı         | Esin     |           |
| 2005 | Saklambaç         | Bağdegül |           |
| 2006 | Felek Ne Demek    | Zekiye   |           |
| 2011 | Başrolde Aşk      | Eda      |           |

### Teatro
| Año  | Título                      | Rol           |
| ---- | --------------------------- | ------------- |
| 2002 | Twelfth Night               |               |
| 2004 | Süleyman ve Öbürsüler       |               |
| 2009 | Fesleğen Çıkmazı            |               |
| 2009 | Meteor                      |               |
| 2010 | A Midsummer Night's Dream   |               |
| 2011 | Star-Spangled Gir           |               |
| 2013 | Kırmızı Yorgunları          | Betty-Jessica |
| 2015 | Romeo'yu Beklerken          |               |
| 2015 | İnternette Tanışan Son Çift |               |